# 御史
御史（ぎょし）は、中国の秦代以降におかれた官職である。
前漢においては、副宰相である御史大夫に所属し、定員45人であった。そのうち15名は侍御史と呼ばれて殿中におり、二人の丞（副官）のうちの一人である御史中丞に統率された。残りの30人は御史大夫の役所に居た。
御史は秩禄六百石で、百官の事を仕事とした。
秦においては各地の郡に御史が派遣されて監察しており、監御史と呼ばれた。漢では丞相史が郡を監察するようになったが常置はされず、のちに刺史が置かれるようになった。
また、監軍御史が置かれて軍を監察することもあった（『漢書』胡建伝）。
侍御史は公卿の上奏を受領し、内容を調べて弾劾した。侍御史には繡衣直指という、武帝により置かれた大事件や討伐の際にのみ任命される職もあった。
哀帝の元寿2年（紀元前1年）に御史大夫を大司空と改称して御史大夫を廃止して以降、侍御史以外の御史は確認できない。
明代になって御史台が廃止され監察機関が都察院に改組された後は、都御史・副都御史・監察御史・僉都御史などの階級が区別された。